# ファーズマン2世
ファーズマン2世（グルジア語: ფარსმან II）は、イベリア王国の王。